# Jacknife
Jacknife is een Amerikaanse film uit 1989 over een uitgebluste Vietnam-veteraan wiens leven op z'n kop komt te staan wanneer een oude strijdmaker hem besluit op te zoeken in het huis van zijn zus. De hoofdrollen worden vertolkt door Robert De Niro, Ed Harris en Kathy Baker.

## Rolverdeling
| Acteur            | Personage                            |
| ----------------- | ------------------------------------ |
| Robert De Niro    | Joseph 'Jacknife' Megessey           |
| Kathy Baker       | Martha Flannigan                     |
| Ed Harris         | David 'High School' Flannigan        |
| Tom Isbell        | Bobby 'Red Sox' Buckman              |
| Charles S. Dutton | Jake, Veteran Encounter Group Leader |

## Prijzen en nominaties
- 1990 - Golden Globe
  - Genomineerd: Beste acteur in een ondersteunde rol in een drama (Ed Harris)